# Cereopsius spilotoides
Cereopsius spilotoides là một loài bọ cánh cứng trong họ Cerambycidae.